# Viktor Viktorovič Morgenštern
Viktor Viktorovič Morgenštern (3 marzo 1907 – 1986) è stato un regista sovietico.

## Filmografia

### Regista
- Ja byl sputnikom Solnca (1959)